# Climeno (figlio di Helios)
Climeno (in greco antico: Κλύμενος?, Klýmenos) è un personaggio della mitologia greca, figlio di Helios e re di Beozia.

## Mitologia
Climeno ha una genealogia che, seppur coincidente fra tre autori, presenta invece alcuni nomi aggiunti o forse confusi in un quarto:
- Secondo Ovidio, Servio Mario Onorato e Strabone, Climeno sposò Merope (che in genere è definita figlia di Helios e dell'oceanina Climene[1][2][3]) ed ebbe da lei Fetonte e le Eliadi delle quali una si chiama Merope.

- Igino invece (che probabilmente confuse i nomi) indica come sua moglie la madre Climene ed mortale Merope (re di Etiopia) come padre[4].